# 塔尼娅·普利伯塞克
塔尼娅·琼·普利伯塞克（英語：Tanya Joan Plibersek；1969年12月2日—），澳大利亚工党籍女性政治人物，出生于悉尼，毕业于悉尼科技大学和麦觉理大学。1998年当选为悉尼选区的澳大利亚众议院议员，后在陆克文及朱莉亚·吉拉德内阁中担任过卫生部长、社区工作部长等多个职务。2013年10月至2019年5月任澳大利亚工党副领袖及联邦众议院反对党副领袖。
2013年大選後工黨下野，于当年10月獲選澳大利亚工党副领袖及众议院反对党副领袖，2019年5月工党再次败选后随比尔·肖滕离任工党副领袖职务。
2022年澳洲聯邦大選中，安東尼·阿爾巴尼斯代表的工黨勝出，普利伯塞克加入阿爾巴尼斯內閣，出任環境與水源部長。